# Pireella pycnothallodes
Pireella pycnothallodes là một loài Rêu trong họ Pterobryaceae. Loài này được (Müll. Hal.) M. Fleisch. miêu tả khoa học đầu tiên năm 1917.